# Клион (Приморская Шаранта)
Клио́н (фр. Clion) — коммуна во Франции, находится в регионе Пуату — Шаранта. Департамент коммуны — Приморская Шаранта. Входит в состав кантона Сен-Жени-де-Сантонж. Округ коммуны — Жонзак.
Код INSEE коммуны — 17111.

## Население
Население коммуны на 2010 год составляло 803 человека.
| 1962 | 1968 | 1975 | 1982 | 1990 | 1999 | 2010 |
| ---- | ---- | ---- | ---- | ---- | ---- | ---- |
| 701  | 679  | 596  | 715  | 743  | 723  | 803  |